# Имперские штурмовики
Имперские штурмовики (англ. Imperial Stormtroopers) — персонажи «Звёздных войн», воины Галактической Империи. Как «Звёздные разрушители» и TIE/СИД-истребители, штурмовики олицетворяли власть Императора, его железную волю и устрашение как способ держать в повиновении тысячи звёздных систем.
Организованные в несколько штурмовых корпусов, штурмовики, как и космические десантники, чаще всего действовали независимо, и тоже имели своё командование, независимое от командования Имперской армии, Имперского флота, хотя все эти роды войск в общем напрямую подчинялись главнокомандующему — Дарту Вейдеру, и Императору. Однако штурмовики при проведении крупных операций (опять же как и десантники) всё же могли действовать совместно с армией или флотом. При этом штурмовики более малочисленные нежели имперская армия (с её численностью в несколько десятков триллионов человек) были значительно лучше оснащены, но, в отличие от армии, не имели собственной тяжёлой артиллерии, или многочисленных бронетанковых подразделений, что было обусловлено тактикой штурмовиков, рассчитанной в первую очередь на высокую маневренность, и подвижность во время боя.
Члены спецназа Альянса повстанцев использовали несколько названий для штурмовиков: «белоголовые», «пластиковые солдаты», «ведроголовые» и «снеговики». Ещё одним жаргонным названием было «мальчики в белом».

## История

### Создание и ранние годы
Как показано в фильме «Звёздные войны. Эпизод II: Атака клонов» солдаты-клоны были созданы по тайному заказу мастера-джедая Сайфо-Диаса на планете Камино из ДНК контрабандиста и наёмника Джанго Фетта. Клоны, будучи людьми, обладали более гибким мышлением, чем дроиды, и поэтому были намного эффективнее дроидов в бою.
В своём первом бою в 22 ДБЯ на Джеонозисе клоны одержали решительную победу над огромной армией дроидов. В течение следующих нескольких лет клоны под командованием джедаев одержали множество побед над войсками Конфедерации Независимых Систем. Во время событий эпизода III клоны получили тайный приказ № 66, внедрённый по секретному плану Палпатина. Сущность этого приказа состояла в том, что клонам необходимо уничтожить всех джедаев. Джедаи, не ожидавшие нападения, практически все были убиты предательскими выстрелами в спину. Кроме того, в Храме Джедаев на Корусанте отряд клонов — 501-й легион, под предводительством Дарта Вейдера убил всех юнлингов — юных учеников, готовящихся стать джедаями.

### На службе Империи
Вместе с тем, как Республика стала Империей, а Канцлер Палпатин — Императором, клоны стали штурмовиками. Была упразднена система цветных доспехов, которые показывали звание солдата, были изменены и сами доспехи. Вместо этого для всех штурмовиков была введена новая единая бело-чёрная форма. Бесчисленные легионы безликих штурмовиков стали символом мощи Империи. Со временем вместо генетического материала Джанго Фетта для производства новых клонов стали применять ДНК других опытных воинов. А позже, после бунта, произошедшего на Камино, клонов заменили на обычных людей-добровольцев, чья подготовка не значительно уступала, а у различных специализаций могла превосходить. К моменту Битвы на Явине клонов осталось меньше половины. После смерти Императора и развала Империи штурмовиками смогли стать и не-люди. Но все равно спустя более сотни лет после создания штурмовики оставались грозной силой. Все штурмовики на службе не имели имён — их заменяли номера.

### Наследие
В 25 ПБЯ штурмовики стояли на вооружении у Первого Ордена, преемника Империи, возглавляемого Верховным Лидером Сноуком и его командующими, такими как Кайло Рен, генерал Армитаж Хакс и капитан Фазма. В 35 ПБЯ появилась и улучшенная версия штурмовиков Первого Ордена - штурмовики ситхов, носившие красную броню штурмовика и служившие Вечным Ситхам во главе с воскрешённым императором Палпатином.

## Синдром штурмовика
В связи с тем что обученные, но не слишком хорошо оснащённые солдаты были почти беспомощны в бою против главных положительных героев саги, даже нападая десятками и с разных сторон, появился термин «Эффект штурмовика» (или «Синдром штурмовика»). Была даже выведена формула, описывающая эффект штурмовика:
{\displaystyle P_{\mathrm {hit} }=C\times {\frac {\left(x-0{,}5\right)^{1{,}5}}{n+{\left(J+1\right)}^{10}}},}
где:
- Phit — вероятность попадания штурмовика в героя;
- C — нормировочная константа;
- n — число злодеев, участвующих в бою;
- x — число положительных героев;
- J — число джедаев.

Вероятность подстрелить героя тем меньше, чем больше штурмовиков. Однако, если героев слишком много, то шансы потерять одного из них существенно возрастают. Но если в бою участвует хотя бы один джедай, то штурмовики обречены на поражение.

## Художественные фильмы с участием штурмовиков
Фильмы
- «Хан Соло. Звёздные войны: Истории»
- «Изгой-один. Звёздные войны: Истории»
- «Звёздные войны. Эпизод IV: Новая надежда»[9]
- «Звёздные войны: Праздничный спецвыпуск»
- «Звёздные войны. Эпизод V: Империя наносит ответный удар»[9]
- «Звёздные войны. Эпизод VI: Возвращение джедая»[9]
- «Звёздные войны: Пробуждение силы»[10][11]
- «Звёздные войны: Последние джедаи»
- «Звёздные войны: Скайуокер. Восход»

Сериалы
- «Звёздные войны: Повстанцы»[12]
- «Звёздные войны: Мандалорец»
- «Звёздные войны: Сопротивление»

Компьютерные игры
- Star Wars: Empire at War
- Star Wars: The Force Unleashed и Star Wars: The Force Unleashed II
- Star Wars: Battlefront, Star Wars Battlefront: Renegade Squadron, Star Wars: Battlefront II и Star Wars: Republic Commando
- Star Wars: The Force Unleashed и Star Wars: The Force Unleashed II
- Star Wars: Dark Forces, Star Wars Jedi Knight: Dark Forces II, Star Wars Jedi Knight II: Jedi Outcast и Star Wars Jedi Knight: Jedi Academy
- LEGO Star Wars: The Video Game, LEGO Star Wars II: The Original Trilogy, LEGO Star Wars III: The Clone Wars, LEGO Star Wars: The Complete Saga, Lego Star Wars: The Force Awakens и Lego Star Wars: The Skywalker Saga.